# Карага
Карага — река на северо-востоке полуострова Камчатка.
Длина реки — 109 км. Площадь водосборного бассейна — 2190 км². Протекает по территории Карагинского района Камчатского края. Впадает в Карагинский залив, от которого дельта реки частично отделена косой Первая Кошка.
Название в переводе с коряк. Коранынын — «оленное место».

## Притоки
Объекты перечислены по порядку от устья к истоку.
- 3 км: река без названия
- 15 км: река без названия
- 20 км: Лыланинваям
- 31 км: Мальватваям
- 45 км: Олгранваям
- 47 км: Вакингинваям
- 59 км: Эруваям
- 60 км: Лырагынваям
- 65 км: река без названия
- 78 км: Алькавоям
- 87 км: Кэльпаунваям

## Данные водного реестра
По данным государственного водного реестра России относится к Анадыро-Колымскому бассейновому округу. Код объекта в государственном водном реестре — 19060000312120000008960.